# Projection Hobo-Dyer
 (novembre 2021).
La mise en forme du texte ne suit pas les recommandations de Wikipédia : il faut le « wikifier ».
Les points d'amélioration suivants sont les cas les plus fréquents. Le détail des points à revoir est peut-être précisé sur la page de discussion.
- Les titres sont pré-formatés par le logiciel. Ils ne sont ni en capitales, ni en gras.
- Le texte ne doit pas être écrit en capitales (les noms de famille non plus), ni en gras, ni en italique, ni en « petit »…
- Le gras n'est utilisé que pour surligner le titre de l'article dans l'introduction, une seule fois.
- L'italique est rarement utilisé : mots en langue étrangère, titres d'œuvres, noms de bateaux, etc.
- Les citations ne sont pas en italique mais en corps de texte normal. Elles sont entourées par des guillemets français : « et ».
- Les listes à puces sont à éviter, des paragraphes rédigés étant largement préférés. Les tableaux sont à réserver à la présentation de données structurées (résultats, etc.).
- Les appels de note de bas de page (petits chiffres en exposant, introduits par l'outil «  Source ») sont à placer entre la fin de phrase et le point final[comme ça].
- Les liens internes (vers d'autres articles de Wikipédia) sont à choisir avec parcimonie. Créez des liens vers des articles approfondissant le sujet. Les termes génériques sans rapport avec le sujet sont à éviter, ainsi que les répétitions de liens vers un même terme.
- Les liens externes sont à placer uniquement dans une section « Liens externes », à la fin de l'article. Ces liens sont à choisir avec parcimonie suivant les règles définies. Si un lien sert de source à l'article, son insertion dans le texte est à faire par les notes de bas de page.
- La présentation des références doit suivre les conventions bibliographiques. Il est recommandé d'utiliser les modèles {{Ouvrage}}, {{Chapitre}}, {{Article}}, {{Lien web}} et/ou {{Bibliographie}}. Le mode d'édition visuel peut mettre en forme automatiquement les références.
- Insérer une infobox (cadre d'informations à droite) n'est pas obligatoire pour parachever la mise en page.

Pour une aide détaillée, merci de consulter Aide:Wikification.
Si vous pensez que ces points ont été résolus, vous pouvez retirer ce bandeau et améliorer la mise en forme d'un autre article.

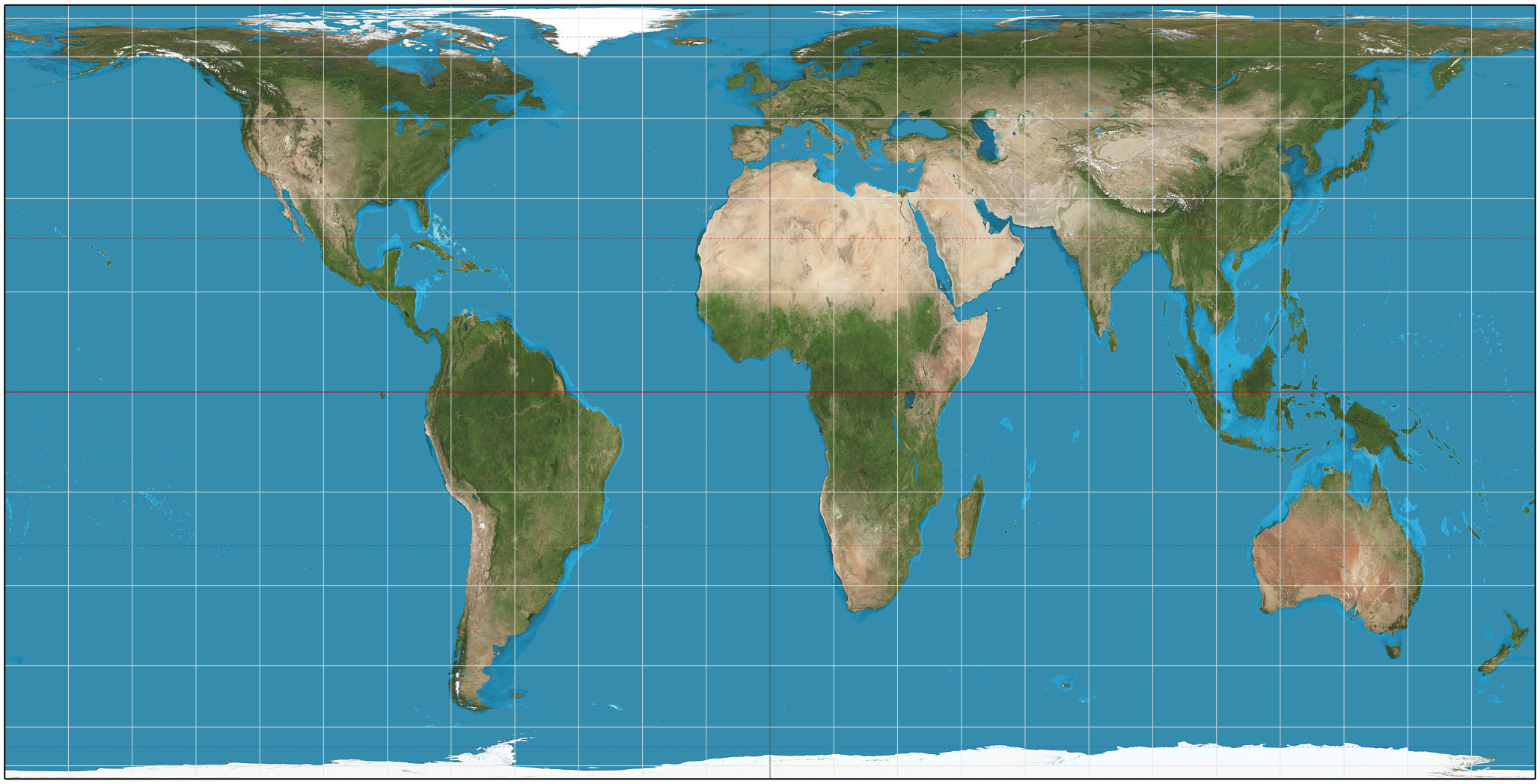
Projection Hobo-Dyer de la Terre.

La projection cylindrique Hobo-Dyer avec les indicatrices de déformation de Tissot

La projection cartographique Hobo-Dyer est une projection cartographique de la famille des projections cylindriques équivalentes. Cette projection est sans distorsion Est-Ouest au niveau des parallèles de latitude 37,5° au nord et au sud de l'équateur. La carte a été commandée en 2002 par Bob Abramms et Howard Bronstein d'ODT Inc. et réalisée par le cartographe Mick Dyer en tant que modification de la projection Behrmann de 1910. Le nom Hobo-Dyer est dérivé des prénoms de Bronstein et Abramms (Howard et Bob) et du nom de famille de Dyer.
La carte originale est imprimée sur deux faces, une face avec le nord vers le haut et l'autre avec le sud vers le haut. Cela, ainsi que sa présentation à aire égale, est destiné à présenter une perspective différente par rapport aux cartes plus courantes à aires non égales avec le nord vers le haut. L'objectif est similaire à celui d'autres projections équivalentes (comme la projection Gall-Peters ), mais la projection Hobo-Dyer est présentée comme « plus satisfaisante visuellement ». Pour cela, la carte étire moins les basses latitudes verticalement que Peters, mais au prix d'une plus grande compression près des pôles.

## Formules
La projection est conventionnellement définie par :
{\displaystyle {\begin{aligned}x&={\frac {R\pi \lambda \cos 37,5^{\circ }}{180^{\circ }}}\\y&={\frac {R\sin \varphi }{\cos 37,5^{\circ }}}\end{aligned}}}
où λ est la longitude (en degrés), φ est la latitude, et R est le rayon du globe utilisé comme modèle de la terre.
Lorsque la longitude est donnée en radians, il faut supprimer le facteur {\displaystyle \pi }/180°.

### Formules simplifiées
En évitant la conversion d'unité et le quadrillage uniforme, les formules deviennent :
{\displaystyle {\begin{aligned}x&=R\lambda \\y&={\frac {R\sin \varphi }{(\cos 37,5^{\circ })^{2}}}\approx 1,6R\sin \varphi \end{aligned}}}
où λ est la longitude (en radians) à partir du méridien central, φ est la latitude, et R est le rayon du globe utilisé comme modèle de la terre. Donc la sphère est représentée sur un cylindre vertical et ce cylindre est étiré de 1,6 fois sa longueur. Le facteur d'étirement, 1,6 dans ce cas, est ce qui distingue les variations qui apparaissent dans les différentes projections cylindriques équivalentes.